# مايك ماكورميك (لاعب كرة قاعدة أمريكي)
مايك ماكورميك (بالإنجليزية: Mike McCormick)‏ هو لاعب كرة قاعدة أمريكي، ولد في 29 سبتمبر 1938 في باسادينا في الولايات المتحدة.

## وصلات خارجية
- مايك ماكورميك على موقع دوري كرة القاعدة الرئيسي (الإنجليزية)
- مايك ماكورميك على موقعبيزبول رفرنس.كوم (الدوري الرئيسي) (الإنجليزية)
- مايك ماكورميك على موقعبيزبول رفرنس.كوم (الدوري الثانوي) (الإنجليزية)